# Leipsiceras
Leipsiceras är ett släkte av koralldjur. Leipsiceras ingår i familjen Actiniidae.
Kladogram enligt Catalogue of Life:
| Leipsiceras | \| \| Leipsiceras pollens \| \| \| \| \| \| Leipsiceras valens \| \| \| \| |
|             | \| \| Leipsiceras pollens \| \| \| \| \| \| Leipsiceras valens \| \| \| \| |
|             | Leipsiceras pollens                                                        |
|             |                                                                            |
|             | Leipsiceras valens                                                         |
|             |                                                                            |